# 奥多尼区
奥多尼区，是匈牙利费耶尔州的一个区，总面积319.96平方公里，总人口24678人（2007年1月1日），人口密度77.1人/平方公里。中心城市位于Adony。

## 辖区
奥多尼区包含8个市镇。